# Davy Crockett (Kernwaffe)

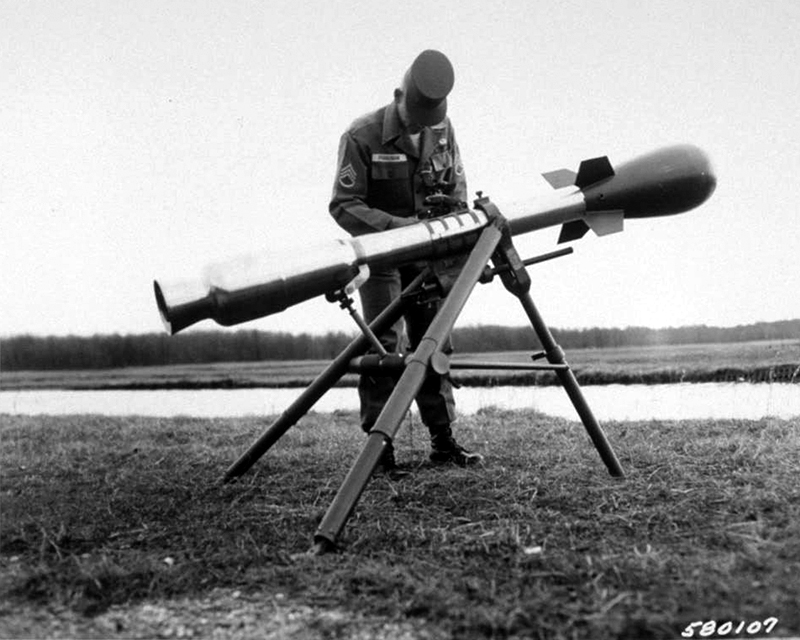
Davy Crockett auf Abschusslafette, vorne der Atomsprengkopf

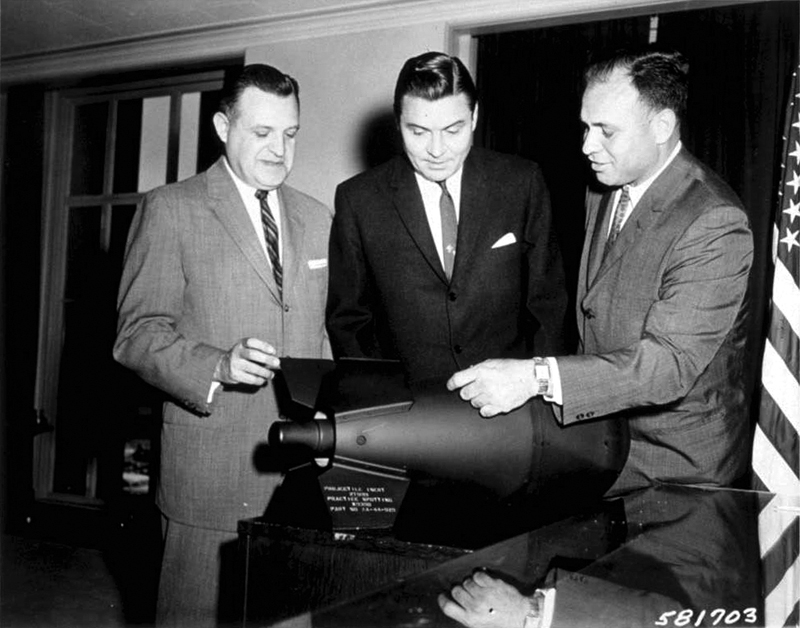
US-Regierungsvertreter begutachten den M-388 Sprengkopf der Davy Crockett

Die Davy Crockett (je nach Kaliber als M28 oder M29 bezeichnet) war eine taktische Atomwaffe der Vereinigten Staaten, die von der US-Armee während des Kalten Krieges in den 1950er Jahren entwickelt und anschließend auch in Deutschland stationiert wurde. Sie war die kleinste jemals gebaute Kernwaffe und verschoss einen atomaren Sprengkopf mit der Bezeichnung M-388 und einer wählbaren Sprengkraft von 10 oder 20 Tonnen TNT-Äquivalent. Der Abschuss erfolgte von einer Lafette nach dem Prinzip eines rückstoßfreien Geschützes, wobei Reichweiten zwischen 2 und 4 km erzielt wurden. Der Name verweist auf den amerikanischen Kongressabgeordneten, Soldaten und Volkshelden Davy Crockett (1786–1836).

## Produktion und Stationierung
Die Produktion der Davy Crockett begann 1956. Insgesamt wurden 400 Sprengköpfe hergestellt. Von 1961 bis 1971 befand sich die Waffe an verschiedenen Standorten der US Army und wurde auch in Deutschland stationiert. Danach wurde sie von Atomsprengkörpern für die 155-Millimeter-Haubitzen M109 übertroffen und abgelöst.
Im Rahmen des „Little Feller I“-Atomtests wurde am 17. Juli 1962 ein Abschuss der Davy Crockett mit Zündung des Nuklearsprengsatzes erprobt. Dies war der letzte oberirdische Test einer Nuklearwaffe auf der Nevada Test Site.

## Eigenschaften und Einsatzart

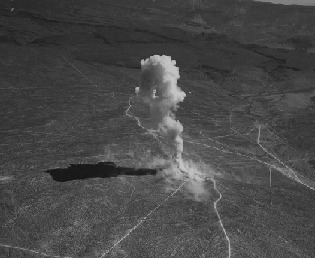
Pilzwolke der Explosion einer Davy Crockett im Rahmen der Nuklearwaffentestes der Operation Dominic II (Little Feller I, ca. 18 Tonnen TNT-Äquivalent)

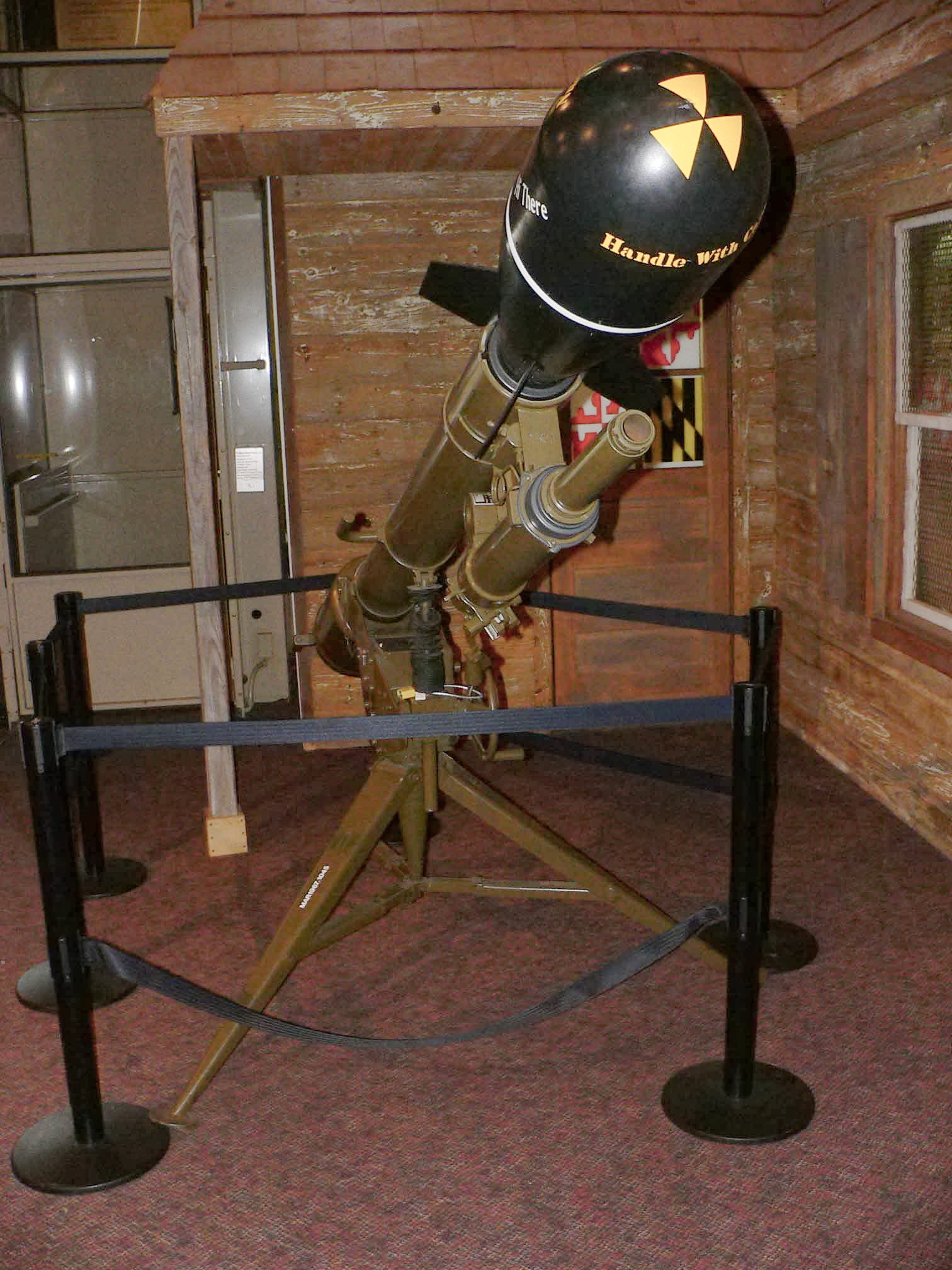
Davy Crockett im U.S. Army Ordnance Museum

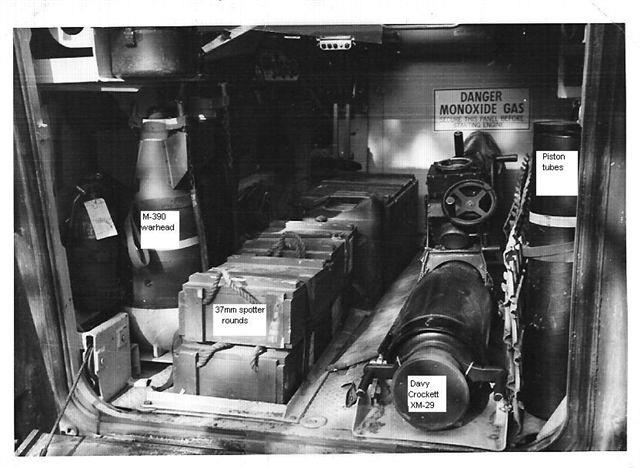
Davy-Crocket-Waffensystem im Laderaum eines M113

Die Davy Crockett wurde während des Kalten Krieges in den Kalibern 120 Millimeter (M-28) und 155 Millimeter (M-29) gebaut und besaß eine Reichweite von zwei (M-28) bis vier Kilometern (M-29). Der nukleare Mk-54-Fissionssprengsatz des M-388-Geschosses wog rund 23 Kilogramm und hatte eine in zwei Stufen einstellbare Sprengkraft von 10 oder 20 Tonnen TNT.
Die Waffe war für einen Gefechtsfeldeinsatz der US-Infanterie gegen Truppen des Warschauer Pakts in Deutschland vorgesehen. Dafür wurde die 7. US-Armee in Süddeutschland versuchsweise mit Davy Crockett ausgerüstet. Jedoch sorgte die Einführung auf Bataillonsebene bei vielen US-Kommandeuren für Unbehagen, da, nach der generellen Freigabe durch den US-Präsidenten, amerikanische Unteroffiziere mit Atomwaffen bewaffnet gewesen wären. Nach der Einführung 1961 wurden diese taktischen Atomwaffen 1965 wieder aus Deutschland abgezogen.

## Problematik
Manche Militärs und Politiker erkannten bei der Verwendung der Davy Crockett nicht die Gefahr der Auslösung eines Atomkrieges. In dem Spiegel-Artikel Bedingt abwehrbereit, der die Spiegel-Affäre 1962 auslöste, wird beschrieben, wie Franz Josef Strauß den Mangel an Soldaten gegenüber der Sowjetunion durch die Davy Crockett ausgleichen wollte. Die Kontrolle über ihre nuklearen Waffen und deren Einsatz haben die Vereinigten Staaten – auch für die nukleare Teilhabe von NATO-Partnern – nie abgegeben.
Verschiedentlich wird diskutiert, dass je nach genauer Einstellung der Schussweite und Sprengkraft die Abschussmannschaft von ihrer eigenen Davy Crockett verstrahlt worden wäre, da der Radius der tödlichen oder zumindest schweren Verstrahlung größer als die minimale Schussweite sein konnte.